# A dukljai pap krónikája
A dukljai pap krónikája (latinul: Regnum Sclavorum [„szlávok királysága”]; továbbá ismert Bári nemzedékrend néven) délszláv középkori krónika, mely Bárban lett írva feltehetően a 12. század második felében. Szerzője a Dukljai-bári érsekség egy meg nem nevezett szerzetese.
Az eredeti szláv nyelvű változat mellett latin nyelvű fordítás is készült. A szláv nyelvű változat elveszett, a latin nyelvűt meg a 17. században találták meg, és a mai könyv a latin nyelvű fordításból keletkezett. A szerző a gótokat és a szlávokat egyazon népnek tartja, ezért a könyvet a gótok népvándorlásával kezdi, vagyis azoknak letelepedésével Prevalis tartományba (amely a mai Montenegró területén létezett az 5. században).

## Tartalom
A krónika gót-szlovén királyokat sorol fel az 5. század végétől a 12. század közepéig. A mű a fiktív Szlávok királyságát írja le, mely felett Szvatopluk király uralkodik, aki a Dalma-mezőn tartott tanácsülést, valamint Dubrovnik létesítésének legendáját írja le, Duklja történetét stb.
A krónika bevezetője kétes, hogy igaz, ezért a történészek elutasítják ezt a teljes részt. A 10-12. század közötti adatok viszont nagyobbrészt hitelesek, és Duklja történetét a Vojislavljević-ház alatt más források is alátámasztanak.
Irodalmilag legsikeresebb a Vladimir dukljai kenéz életéről, szerelméről és szenvedéséről, valamint felesége Koszara, a Sámuel bolgár cár lányáról szól rész.
A krónika bizonyítéka a valamikori dalmát irodalom gazdagságáról. A könyvbe bekerültek más írások is, a „Dukljai Krónika” (10. század) megtalált részei, a „Dukljai Éposz”, „Szt. Vladimir élete” (11. század), valamint számos legendáról szóló irat.

## A szerző
Az ismeretlen szerzőt dukljai papnak nevezték el, aki valószínűleg szerzetes volt Bár városában. Eduarda Peričić kutatásai szerint valószínűleg Grgur érsek lehetett.
A latin nyelvű változatban a szerző lejegyezte, hogy a könyvet lefordította szláv nyelvről latinra, hogy teljesítse kívánságát azoknak, akik megkérték erre.

## A krónika másolatai
A legrégebbik másolat latin nyelven van, és 1650 körül jöhetett létre. Ezen kívül lehetséges, hogy egy még régebbi változat alatján jött létre Mavro Orbini olasz nyelvű fordítása 1601-ből, az Il regno degli Slavi.
1666-ban Ivan Lučić kiadta a krónikát Presbyter Diocleatis Regnum Slavorum név alatt, a saját könyve, a De regno Dalmatiae et Croatiae: libri sex részeként. Utána 1874-ben Ivan Črnčić adta ki a könyvet a következő cím alatt: „A Dukljai pap krónikája latinul és még annyi meg még valami horvátul, Jerolim Kaletić pap fordítása szerint”.

## A krónika horvát szerkesztése
1500 körül Dmine Papalić szpliti nemes rátalált egy könyvre, mely harvát nyelven volt írva, és melyet ma a „Dukljai pap krónikájának horvát szerkesztésének” nevezzük.
Stjepan Antoljak történész szerint a horvát és a latin változat a XXIII. fejezetig megfelel, ami után pedig különböznek tartalmilag és időbelileg is. A horvát változatban a szlávok horvátokkal lettek lecserélve, Szvatopluk Budimirrel, valamint Zvonimir király gyilkosságának legendája is bekerült.